# Bloedbad van Sand Creek

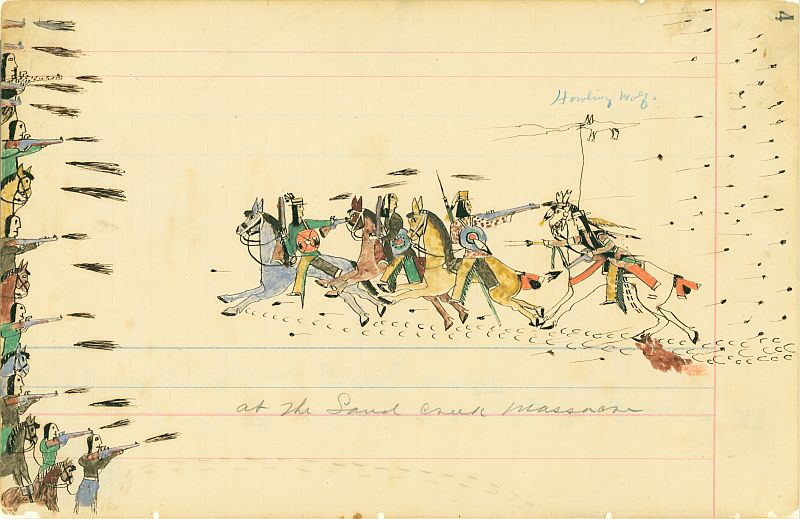
Een afbeelding van een scène in Sand Creek door ooggetuige Howling Wolf

Het Bloedbad van Sand Creek (ook bekend als het Bloedbad van Chivington, de Slag bij Sand Creek of het Cheyenne bloedbad) was een bloedbad van Cheyenne en Arapaho door de U.S. Army in de Amerikaans-indiaanse oorlogen, die plaats had op 29 november 1864, toen een 675 man sterke afdeling van de Third Colorado Cavalry, onder het bevel van U.S. Volunteers kolonel John Chivington, een dorp van Cheyenne en Arapaho in zuidoostelijk Colorado Territory aanviel en vernietigde, waarbij volgens schattingen 69 tot boven de 600 indianen werden vermoord en verminkt.
De meeste bronnen schatten dat ca. 150 mensen werden vermoord, waarvan twee derde vrouwen en kinderen.
Als locatie is Sand Creek Massacre National Historic Site aangewezen, wat wordt beheerd door de National Park Service.
Het bloedbad wordt gezien als onderdeel van een serie gebeurtenissen die bekendstaat als de Colorado-oorlog.

## Geschiedenis

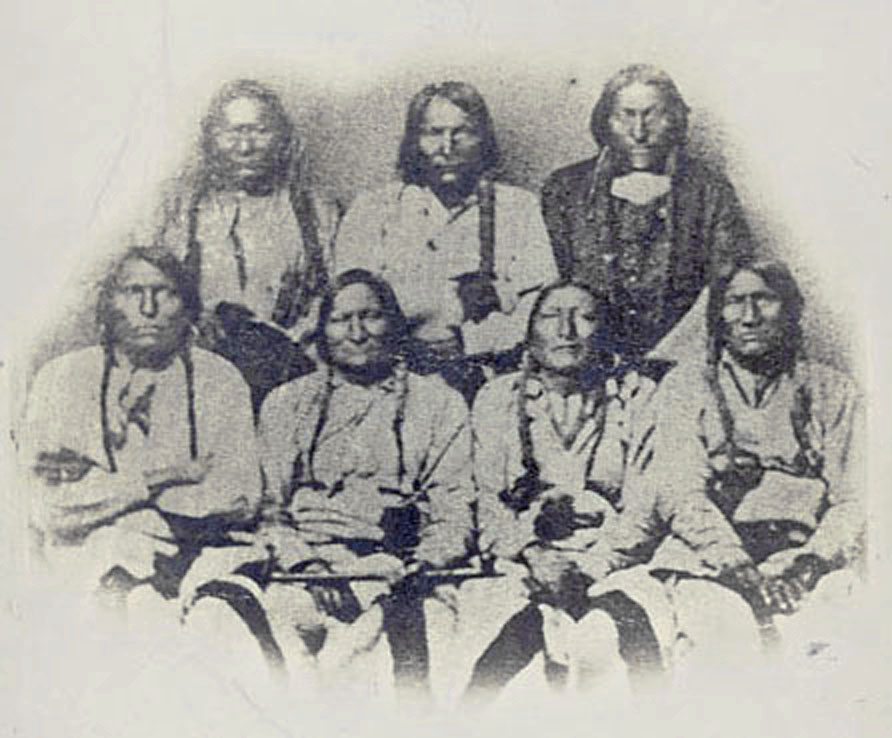
Een delegatie van Cheyenne, Kiowa en Arapaho stamhoofden in Denver, Colorado in Fort Weld op 28 september 1864. Black Kettle (Zwarte Ketel) is tweede van links op de voorste rij.

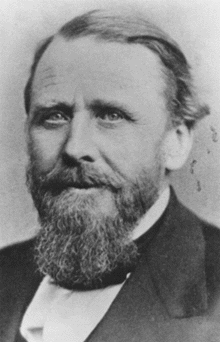
Gouverneur John Evans

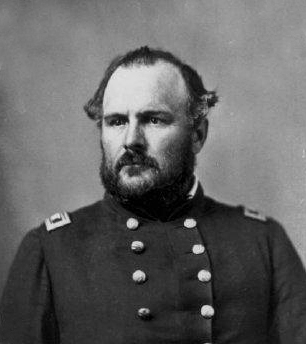
U.S. Volunteers kolonel John Chivington. Chivington was een methodistische prediker, vrijmetselaar, en tegenstander van de slavernij.

### Voorgeschiedenis
De Cheyennes braken hun kamp op op de Rookheuvel en verhuisden naar Sand Creek (Zandkreek), ongeveer 60 km ten noordoosten van Fort Lyon. Daar had majoor Edward W. Wynkoop de leiding en het contact verliep zo vriendelijk dat Arapaho's het Cheyenne kamp verlieten en hun tenten vlak bij het fort opzetten, om voedselleveranties in ontvangst te nemen. In het toegezegde reservaat leefden namelijk geen bizons of ander wild. Wynkoops vriendelijke betrekkingen met de indianen leidde er toe dat hij uit zijn functie werd ontheven. op 5 november arriveerde majoor Scott J. Anthony, een officier van Chivingtons Colorado-Vrijwilligers, een afdeling die speciaal was opgezet om indianen te bestrijden. Anthony stopte direct de voedselleveranties en eiste de wapens op van de Arapaho's. Toen een groep ongewapende Arapaho's enkele dagen later het fort naderde om bizonhuiden voor levensmiddelen te ruilen, werd het vuur op hen geopend.
Zwarte Ketel (Black Kettle), leider van de Zuidelijke Cheyennes, had een ontmoeting met majoor Anthony, die hem verzekerde dat zij de bescherming van de soldaten in het fort zouden genieten, als ze terugkeerden naar hun kamp aan de Zandkreek. Hun jagers mochten bij de rookheuvel op bizons jagen, zolang Anthony geen permissie had voedselleveranties te verstrekken. De Cheyennes zouden aan de Zandkreek de winter doorbrengen. Tegen Kleine Raaf en Linkerhand zei Anthony dat ze hun Arapaho kamp bij het fort moesten opbreken en op bizons moesten gaan jagen. De Arapaho's trokken weg, Linkerhand naar de Zandkreek om zich bij de Cheyennes te voegen en Kleine raaf, die Anthony wantrouwde, over de Arkansas naar het zuiden.
Anthony berichtte zijn meerderen dat er op een afstand van minder dan 60 km van de post een grote groep indianen bevond. Er kwam versterking, 600 man van kolonel Chivingtons Colorado-regimenten, voor het merendeel uit het Derde, dat speciaal door gouverneur John Evans was opgericht om indianen te bestrijden. Chivington sprak met Anthony over 'scalpen verzamelen' en 'waden in bloed'. Anthony zei dat hij had gewacht op 'een goede gelegenheid om op hen in te hakken'. Kapitein Silas Soule, luitenant Joseph Cramer en luitenant James Connor protesteerden om deel te hebben aan Chivingtons georganiseerde massamoord. Chivington tierde: 'Naar de hel met iedereen, die met de indianen sympathiseert! Ik ben gekomen om indianen te doden en ik geloof, dat het juist en eervol is om daarvoor alle middelen onder Gods hemel te gebruiken.' Soule, Cramer en Connor moesten zich bij de expeditie aansluiten, maar gaven hun manschappen opdracht enkel uit zelfverdediging te schieten.

### Bloedbad

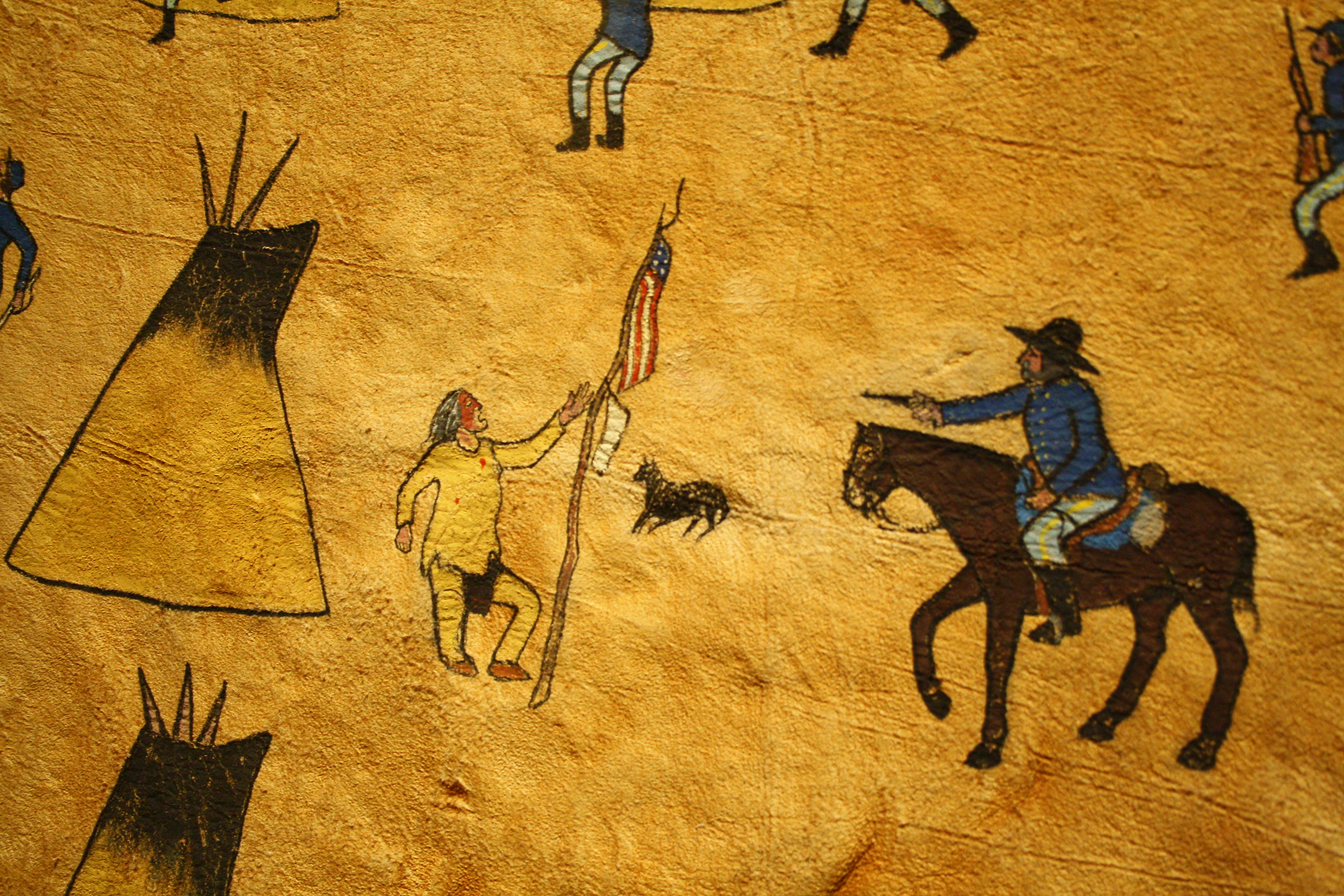
Deel van winter count (winterverhaal) met Black Kettle in Sand Creek, met de Amerikaanse- en witte vlag, terwijl hij onder vuur wordt genomen, Buffalo Bill Center of the West

Chivingtons colonne, ruim zevenhonderd man, splitste zich op 28 november om 20.00 u. op in vier afdelingen. De cavalerie werd vergezeld door vier twaalf-ponder houwitsers. Medicijn-Kalf Beckwourth, een oude man van 69 jaar, werd gedwongen als gids op te treden.
Het kamp van de Cheyennes lag in een hoefvormige bocht van de Zandkreek en de tipi van Zwarte Ketel stond in het midden. Er woonden ongeveer 600 indianen langs het riviertje, voor twee derde deel vrouwen en kinderen. De meeste krijgers waren op bizonjacht. Er waren geen wachtposten voor de nacht uitgezet, zo overtuigd waren de indianen van hun veiligheid. Toen er werd aangevallen, ontstond paniek in het kamp en mensen verzamelden zich rond de Amerikaanse vlag, die Zwarte ketel gehesen had. Hij had die vlag ooit van de regering gekregen en kolonel Greenwood had hem verzekerd dat er onder die vlag nooit op hen geschoten zou worden. Zwarte Ketel hees ook de witte vlag. Witte Antilope, een Cheyenne leider van 75 jaar, liep ongewapend op de soldaten toe en riep op te stoppen, maar werd neergeschoten. Later werden zijn geslachtsdelen afgesneden. Ook Linkerhand werd neergeschoten, maar hij overleefde het bloedbad. Zwarte Ketel wist zich in een droge greppel te verstoppen, zijn vrouw raakte zwaar gewond. Mannen, vrouwen en kinderen werden zonder onderscheid afgemaakt. Robert Bent, zoon van William Bent en een indiaanse vrouw, die aanwezig was bij het bloedbad, beschreef dat alle doden die hij zag gescalpeerd waren. Hij zag een squaw met een ongeboren kind half uit haar opengesneden buik. Het bericht werd door kapitein Soule bevestigd.. Lichamen werden op afschuwelijke wijze verminkt. Geslachtsdelen werden uitgesneden. Luitenant James Connor meldde: 'Er werden allerlei verhalen verteld over soldaten, die afgesneden geslachtsorganen van vrouwelijke indianen over hun zadelknoppen hadden gelegd of op hun hoed gestoken.'
Het regiment was niet goed getraind en ongedisciplineerd, er heerste dronkenschap, lafhartigheid en er werd slecht geschoten en daardoor wisten veel indianen te ontsnappen. Chivington sprak in zijn 'officiële rapport' van 'vier à vijfhonderd gesneuvelde krijgers', waar het volgens Dee Brown ging om 105 omgekomen kinderen en vrouwen en 28 mannen. Chivingtons verleizen bedroehgen negen doden en 38 gewonden, 'voor het merendeel slachtoffers van hun eigen, in het wilde weg schietende, mensen.' De stamhoofden Witte antilope, Een-Oog en Oorlogsmuts waren omgekomen. De soldaten maakten zeven gevangenen.

### Resultaat
De Cheyennes, Arapaho's en Sioux stuurden koeriers op pad  om op te roepen voor een vergeldingsoorlog. 'In die paar helse uren bij de Zandkreek hadden Chivington en zijn soldaten de levens en de macht vernietigd van alle Cheyenne- en Arapaho-leiders, die voor vrede met de blanken hadden geijverd.'
Regeringsvertegenwoordigers gelastten een officieel onderzoek naar het optreden van gouverneur Evans en kolonel Chivington. Zwarte Ketel vertrok naar het zuiden met ca. 400 Zuidelijke Cheyennes, vooral bejaarden en invalide krijgers. De andere Cheyennes trokken met ca. 3000 Sioux en Arapaho's naar het noorden, naar het land van de Kruitrivier, waar ze verwelkomd werden door de Noordelijke Cheyennes, onder leiding van Morgenster/Stomp Mes (Dull Knife, zijn Sioux naam).
Regeringsvertegenwoordigers kwamen naar Zwarte Ketel, die samen met andere stamhoofden op 14 oktober 1865 een verdrag ondertekenden, waarmee ze afstand deden  van al hun aanspraken en rechten. 'Zo gaven de Cheyennes en de Arapaho's al hun rechten op het Territorium Colorado prijs. En natuurlijk was dat de werkelijke betekenis van het bloedbad van de Zandkreek.'